# Araken Demelo
Edemil Araquem de Melo, detto Araken Demelo (Rio de Janeiro, 7 luglio 1944 – Miami, 19 ottobre 2001), è stato un calciatore brasiliano.

## Caratteristiche tecniche
Giocatore dotato di forza fisica e abilità tecnica, agiva prevalentemente all'interno dell'area di rigore; era capace di realizzare reti specialmente grazie alla potenza del suo tiro.

## Carriera

### Club
Formatosi nelle giovanili del Vasco da Gama, ebbe modo di affermarsi nella massima serie uruguayana, laureandosi capocannoniere della stagione 1966 con la maglia del Danubio. Fra il 1968 e il 1972 giocò nella Primera División Argentina fra le file dell'Huracán: in seguito all'apertura delle frontiere nel campionato di calcio greco, attirò l'interesse di alcuni club ellenici fra cui il PAS Giannina e il Panathīnaïkos, che alla fine riuscì ad acquistarlo.
Divenuto il primo calciatore brasiliano a vestire la maglia di una squadra greca, Demelo giocò due stagioni con il Pana segnando diciassette reti in trentaquattro gare e formando un tandem d'attacco con Juan Ramón Verón e Antōnīs Antōniadīs. Si ritirò dal calcio giocato nel 1975, dopo aver giocato una stagione nell'Atromitos di Atene.

### Dopo il ritiro
È morto suicida a Miami nell'ottobre del 2001, in seguito a dei problemi finanziari connessi con la gestione di una scuola calcio fondata in Venezuela e gestita assieme al fratello Arnout (anch'egli calciatore, con esperienze nel Deportivo Italia)

## Palmarès

### Individuale
- Capocannoniere del Primera División de Uruguay: 1

1966 (12 gol)